# Зеникай
Зеникай — деревня в Альменевском районе Курганской области России. Входит в состав Казенского сельсовета.

## География
Деревня находится на юго-западе Курганской области, в пределах южной части Западно-Сибирской равнины, в лесостепной зоне, к северо-востоку от озера Бурекескем, на расстоянии примерно 23 километров (по прямой) к юго-западу от села Альменева, административного центра района. Абсолютная высота — 172 метра над уровнем моря.
Климат
Климат характеризуется как континентальный с недостаточным увлажнением, холодной малоснежной зимой и тёплым сухим летом. Средняя многолетняя температура самого холодного месяца (января) составляет −17,7°С, температура самого тёплого (июля) — +25,2°С. Среднегодовое количество осадков — 370—380 мм. Снежный покров держится в течение 150—160 дней в году.
Часовой пояс
Деревня Зеникай, как и вся Курганская область, находится в часовой зоне МСК+2. Смещение применяемого времени относительно UTC составляет +5:00.

## История
До 1917 года входила в состав Катайской волости Челябинского уезда Оренбургской губернии. По данным на 1926 год деревня Зайнигабдинова состояла из 45 хозяйств. В административном отношении входила в состав Казëннинского сельсовета Катайского района Челябинского округа Уральской области.

## Население
| 1891 | 1900 | 1916 | 1926 | 1989 | 2002 | 2010 |
| ---- | ---- | ---- | ---- | ---- | ---- | ---- |
| 268  | ↘105 | ↗150 | ↗188 | ↘170 | ↗175 | ↘137 |

По данным переписи 1926 года в деревне проживало 188 человек (80 мужчин и 108 женщин), в том числе: башкиры составляли 92 % населения, татары — 4 %.
Гендерный состав
По данным Всероссийской переписи населения 2010 года в гендерной структуре населения мужчины составляли 52,6 %, женщины — соответственно 47,4 %.
Национальный состав
Согласно результатам Всероссийской переписи населения 2002 года, в национальной структуре населения башкиры составляли 99 %.

## Улицы
Уличная сеть населённого пункта состоит из двух улиц и одного переулка.